# Gantenerumab
Il gantenerumab è un anticorpo monoclonale di tipo umano, che viene studiato per il trattamento della malattia di Alzheimer.
Il farmaco agisce sull'antigene della Beta-amiloide (Aβ40/42); ed è stato sviluppato dalla Roche.

### Gantenerumab
- (EN) Kewal K. Jain, The Handbook of Neuroprotection, Springer,  pp. 361–, ISBN 978-1-61779-048-5. URL consultato il 6 aprile 2011.